# Holtland
Holtland település Németországban, azon belül Alsó-Szászország tartományban. Lakosainak száma 2291 fő (2023. december 31.).

## Népesség
A település népességének változása:
| Lakosok száma | 2267 | 2259 | 2242 | 2195 | 2307 | 2291 |
|               | 2016 | 2017 | 2019 | 2021 | 2022 | 2023 |